# 刺孢虫疠霉
刺孢虫疠霉（学名：Pandora echinospora）是属于虫霉目虫霉科虫疠霉属的一种真菌，寄生在蝇、蚋等双翅目昆虫上。该种分布于中国、美国、德国、丹麦、瑞士、波兰、英国、瑞典、哥斯达黎加等地。